# Аеродром (филм)
Аеродром (енгл. Airport) је амерички драмски филм катастрофе из 1970. године, режисера и сценаристе Џорџа Ситона, у коме главне улоге тумаче Берт Ланкастер и Дин Мартин. Заснован на истоименом роману Артура Хејлија из 1968. године, покренуо је жанр филма катастрофе 1970-их. Такође је први филм у истоименом серијалу. Радња прати аеродромског менаџера који покушава да задржи свој аеродром отвореним током снежне олује, док бомбаш самоубица планира да разнесе авион Боинг 707 у лету. Радња се одвија на измишљеном међународном аеродрому Линколн у близини Чикага. 
Снимљен са буџетом од 10 милиона долара, филм је зарадио преко 128 милиона долара, чиме је надмашио Спартака као најуспешнији филм компаније Universal Pictures. Хелен Хејз је за своју улогу освојила Оскара за најбољу споредну глумицу, а сам филм је био номинован за девет Оскара, укључујући оне за најбољи филм, најбољу фотографију и најбоље костиме.

## Радња
Област Чикага је парализована снежном олујом која погађа међународни аеродром Линколн. Посада Боинга 707 компаније Trans Global Airlines (TGA) погрешно је проценила скретање са полетно-слетне стазе 29 на рулну стазу, заглавила се у снегу и затворила ту стазу. Менаџер аеродрома Мел Бејкерсфелд приморан је да ради прековремено, што изазива напетост са његовом супругом Синди. Чини се да је развод неизбежан јер он негује ближи однос са својом сарадницом, агенткињом TGA за односе са клијентима, Тањом Ливингстон.
Вернон Демерест је пилот који треба да процени капетана Енсона Хариса током лета за Рим. Водећа међународна служба TGA, звана The Golden Argosy, стара се о заглављеном Боингом 707. Иако је Демерест ожењен Бејкерсфелдовом сестром Саром, он тајно има аферу са Гвен Мејен, главном стјуардесом на лету, која га пре полетања обавештава да је трудна са његовим дететом.
Бејкерсфелд зове механичара Џоа Патронија да помогне са заглављеним авионом. Бејкерсфелд и Тања се такође баве Ејдом Квонсет, старијом удовицом из Сан Дијега, уобичајеном слепом путницом на различитим летовима.
Стручњак за рушење Д. О. Гереро, кога је потерала лоша срећа и са историјом менталних болести, купује и једносмерну карту на лету за Рим и велику полису животног осигурања са намером да изврши самоубиство дизањем авиона у ваздух. Он планира да активира бомбу у актовци изнад Атлантског океана, чиме ће његова супруга Инез моћи да прикупи 225.000 долара од осигурања. Његово сумњиво понашање на аеродрому привлачи пажњу аеродромских службеника. Инез проналази коверту туристичке агенције за специјалну испоруку и, схватајући да Гереро можда ради нешто очајнички, одлази на аеродром да покуша да га разувери. Она обавештава аеродромске званичнике да је он отпуштен са грађевинског посла због „погрешног постављања” експлозива и да је њихова финансијска ситуација тешка.
Ејда успева да избегне службеника коме је додељен задатак да је врати на лет за Лос Анђелес. Очарана идејом о путовању у Рим, она пролази поред агента на гејту, укрцава се на лет и случајно седне поред Герера. Када је летачка посада упозната са Гереровим присуством и могућим намерама, они окрећу авион назад ка Чикагу без обавештавања путника. Када Ејда буде откривена, посада тражи њену помоћ да дође до Герерове актовке, али трик не успева када се проблематични путник умеша и врати кофер Гереру.
Демерест се враћа у путничку кабину и покушава да убеди Герера да не активира бомбу, обавештавајући га да му је полиса осигурања поништена. Гереро накратко креће да Демересту преда бомбу, али управо тада још један путник излази из тоалета у задњем делу авиона, а исти проблематични путник виче да Гереро има бомбу. Гереро трчи у тоалет и активира бомбу, гинући и правећи рупу од три стопе у трупу. Гвен, одмах испред врата, је повређена у експлозији и накнадној декомпресији, али пилоти задржавају контролу над авионом.
Пошто су сви аеродроми источно од Чикага неупотребљиви због лошег времена, авион се враћа на Линколн ради ванредног слетања. Због оштећења, Демерест захтева најдужу полетно-слетну стазу на аеродрому, стазу 29, која је и даље затворена због заглављеног авиона. Бејкерсфелд наређује да чистачи снега избаце авион са стазе, упркос скупој штети коју би му нанели. Патрони, који је „квалификован за таксирање” за Боинг 707, покушава да помери заглављени авион на време како би Демерест могао да слети. Прекорачењем оперативних параметара мотора 707, Патрони ослобађа заглављени млазњак без оштећења, омогућавајући да се стаза 29 поново ослободи на време да оштећени авион слети.
Док потресени путници излазе из авиона, хистерична Инез узалуд тражи свог мртвог мужа. Демерестова супруга га види како прати Гвенина носила док он каже да ће поћи са њом у болницу. Бејкерсфелд и Тања заједно одлазе у њен стан на преко потребан одмор и доручак.
У кратком епилогу, Ејда ужива у награди бесплатног путовања првом класом. Али када стигне на гејт, жали се да је „други начин био много забавнији”.

## Улоге
| Глумац           | Улога              |
| ---------------- | ------------------ |
| Берт Ланкастер   | Мел Бејкерсфелд    |
| Дин Мартин       | Вернон Демерест    |
| Џин Сиберг       | Тања Ливингстон    |
| Џеклин Бисет     | Гвен Мејен         |
| Џорџ Кенеди      | Џо Патрони         |
| Хелен Хејз       | Ејда Квонсет       |
| Ван Хефлин       | Д. О. Гереро       |
| Морин Стејплтон  | Инез Гереро        |
| Бари Нелсон      | Енсон Харис        |
| Дана Винтер      | Синди Бејкерсфелд  |
| Лојд Нолан       | Хари Стендиш       |
| Барбара Хејл     | Сара Демерест      |
| Гари Колинс      | Сај Џордан         |
| Џон Финдлејтер   | Питер Коукли       |
| Џеси Ројс Лендис | госпођа Мосман     |
| Лари Гејтс       | Акерман            |
| Питер Тарџон     | Маркус Ратбон      |
| Вит Бисел        | господин Дејвидсон |